# Jiuzhaigou
Jiǔzhàigōu (chinesisch 九寨溝 / 九寨沟 – „Tal der neun Dörfer“; tib.: གཟི་རྩ་སྡེ་དགུ།, Siza Dêgu / gzi rtsa sde dgu) ist ein Naturschutzgebiet und Nationalpark in der chinesischen Provinz Sichuan und seit 1992 Teil des UNESCO-Weltnaturerbes.
Der Name Jiuzhaigou leitet sich von den neun tibetischen Dörfern ab, die in den Tälern des Gebiets liegen. Bekannt ist Jiuzhaigou vor allem wegen seiner einzigartigen Berglandschaft mit einer Vielzahl von Seen und Wasserfällen, in der zahlreiche Vogelarten und seltene Säugetiere, wie der Große Panda, der Kleine Panda und der Goldstumpfnasenaffe zu finden sind.

## Lage

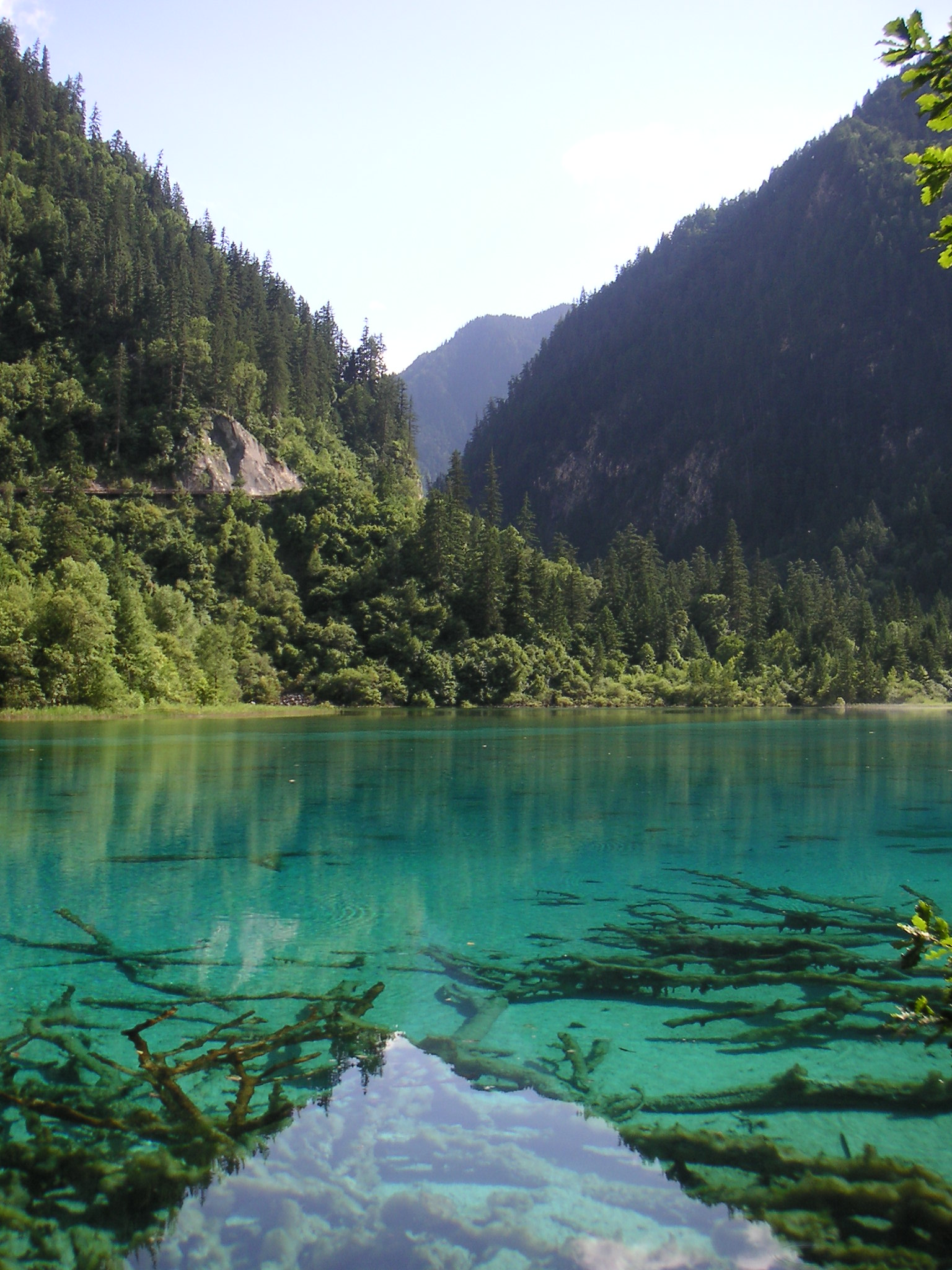
Farbenprächtiger See

Das Naturschutzgebiet liegt im Nordwesten der Provinz Sichuan, genauer im südlichen Zentrum des Kreises Jiuzhaigou des Autonomen Bezirks Ngawa der Tibeter und Qiang. Es ist circa 300 km Luftlinie von der Provinzhauptstadt Chengdu entfernt. Das Gebiet dehnt sich auf etwa 50 km Länge und 20 km Breite aus und umfasst eine Gesamtfläche von 72.000 Hektar sowie eine Pufferzone von rund 60.000 Hektar. Die Durchschnittshöhe über dem Meeresspiegel beträgt 2500 m, wobei die maximale Höhe der begrenzenden Berge bis 4.800 m beträgt. Die Region ist mit dem Bus über angrenzende Bergpässe des Min-Shan-Gebirges zu erreichen. Mittlerweile gibt es auch innerchinesische Flugverbindungen (z. B. von Chengdu) zum auf 3.448 Meter Höhe gelegenen neu angelegten Flughafen in Sungqu, chinesisch Songpan. Es folgt ein etwa eineinhalbstündiger Bustransfer ins tiefer gelegene Tal vorbei an der Quelle des Minjiang-Flusses.

## Geschichte des Reservats
Aufgrund der zunehmenden Schäden durch die Forstwirtschaft zwischen 1972 und 1979 erklärte die Chinesische Regierung Jiuzhaigou 1982 zum Schutzgebiet. 1984 eröffnete das Verwaltungsbüro des Parks. Im Jahre 1992 wurde das Gebiet von der UNESCO in die Liste des Weltnaturerbes aufgenommen. 1997 wurde Jiuzhaigou zum Weltbiosphärenreservat erklärt. Seit 2001 ist der Park ein Mitglied der weltweiten Organisation „21st Green Century World Wide“. 2004 wurde das Gebiet als „National Geographic Garden“ ausgezeichnet.

## Natürliche Besonderheiten

### Klima
Das Jahresmittel der Lufttemperatur liegt bei etwa 7,2 Grad Celsius, im Januar liegt der Schnitt bei −1 Grad Celsius, im Juli steigen die Temperaturen auf einen mittleren Wert von 17 Grad Celsius an. Die jährliche Niederschlagsmenge zwischen Frühjahr und Herbst beträgt rund 660 mm. Durch das humide und kühle Klima in den Bergen weist die Region trotz ihrer Höhenlage eine reiche Vegetation auf, in den Tälern ist das Klima eher trocken und kühl.

### Geologie
Jiuzhaigou befindet sich im Gebiet der beiden divergierenden Plateaus Qinghai-Tibet-Hochplateau und Yangze-Hochplateau, Erdbeben sind daher keine Seltenheit und beeinflussen die Landschaft. Dolomitisches sowie karbonathaltiges Gestein, Kalktuff, Schiefer und Sandstein prägen das Gebiet. Vorrangig dominieren Karstformen, die durch hydrologische, tektonische sowie glaziale Aktivitäten geschaffen worden sind.

### Hydrologie
Das Gebiet Jiuzhaigou umfasst ein Wassersystem, das inmitten einer Berglandschaft, den schroffen Gipfeln des Min-Shan-Gebirges und bewaldeten Hängen, eingebettet ist. Der höchste See (Biyaogonggaihai) befindet sich auf einer Höhe von 4020 m, die höchste Erhebung bildet der Berg Ganzigonggai, deren höchster Punkt 4558 m liegt. Zwei Flüsse treffen nach etwa 20 km aufeinander und bilden anschließend einen gemeinsamen Verlauf. Die karstgeprägten Landschaftsformen innerhalb des Gebietes wechseln auf den ca. 50 km Gesamtlänge ständig und gestalten sich sehr vielfältig.
Insgesamt 114 einzelne Seen, 47 Quellen, Wasserfälle sowie elf Stromschnellen prägen das Flusssystem. Die Seen sind vorwiegend durch Gletscher geformt und natürlich gestaut. Einzelne Seen wie die von Shusheng oder Nourilang sind durch die Sedimentation von Kalk durch Dämme und Terrassen aufgestaut.

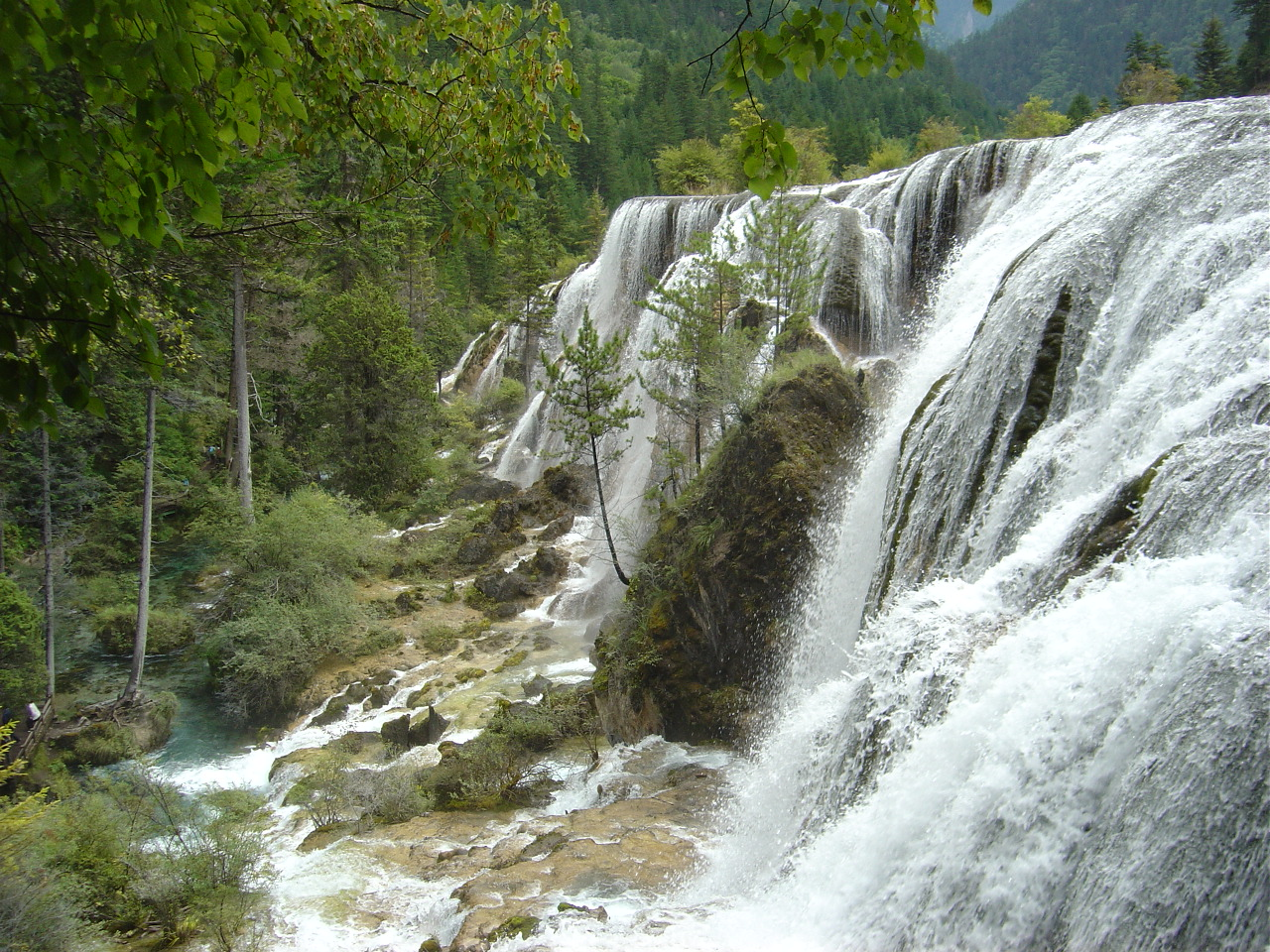
Perlenschar-Fälle (Zhengzhutan)

Natürliche Staustufen haben zur Bildung spektakulärer Wasserfälle beigetragen:
- Der Pandasee-Fall (Xionguashai) fällt über drei Stufen 78 Meter in den Pandasee.
- Die Perlenschar-Fälle (Zhengzhutan) haben eine maximale Fallhöhe von 28 Metern und erstrecken sich auf 310 Metern Breite. Kalkablagerungen sowie zahlreiche mit Bäumen bewachsene Felsen oberhalb der Staustufe geben dem Wasserfall sein charakteristisches Aussehen.

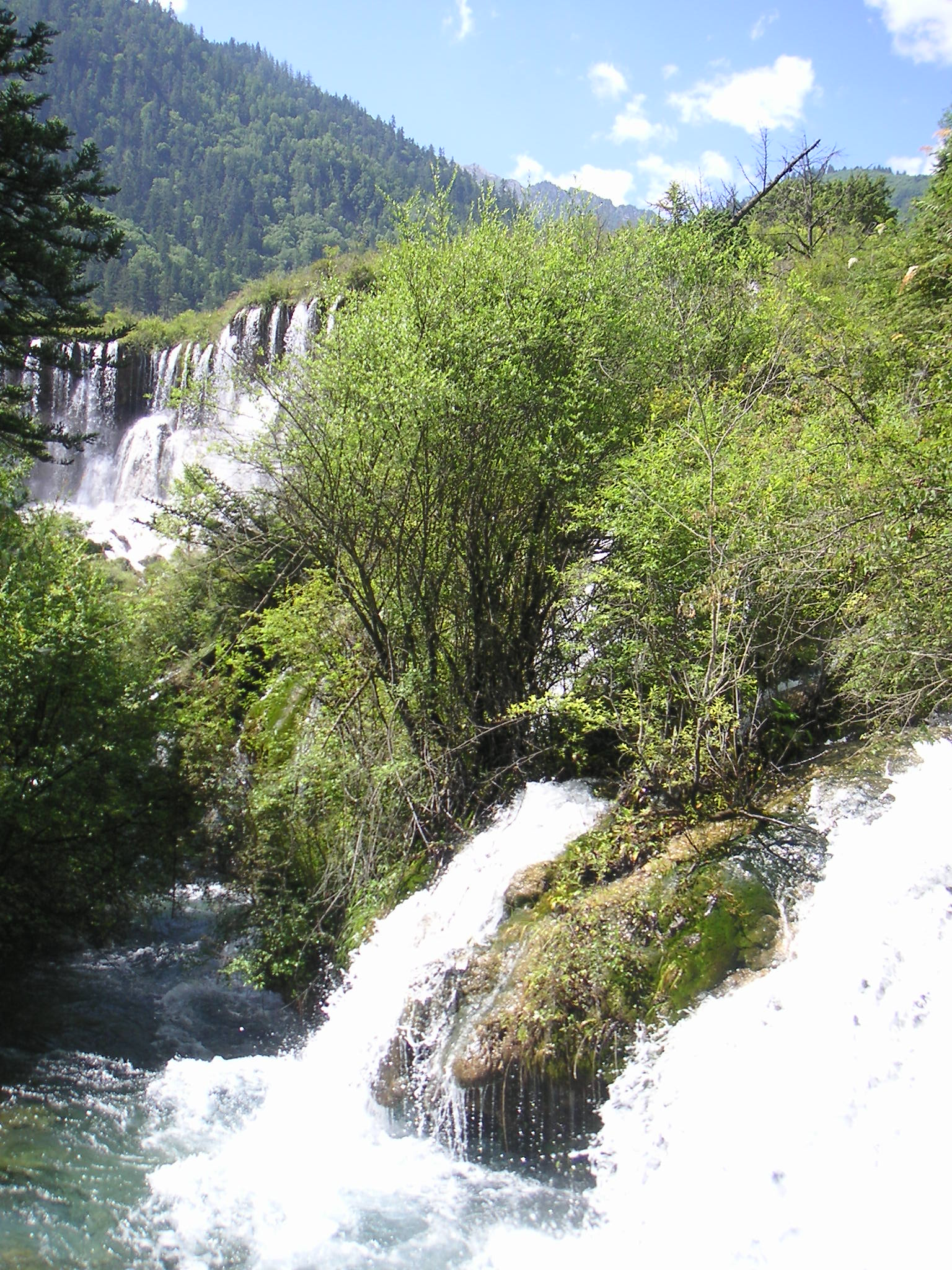
Nuorilang-Wasserfall (诺日朗)

Durch das kalkhaltige Wasser sowie dem Vorkommen bestimmter Algen weisen einige der Seen neben ihrer extremen Klarheit eine stark türkisblaue Färbung (zum Beispiel der Sprudelnde See oder der Kauernde-Drachen-See) auf. Der Farbenprächtige Teich sowie der Farbenprächtige See zeigen durch ihre Beschaffenheit fast das gesamte Farbspektrum. Darüber hinaus sorgt das nährstoffarme Wasser dafür, dass organisches Material nicht zersetzt wird. In vielen der Seen sind daher die von den Einheimischen als „Tausendjährige Bäume“ bezeichneten Holzrückstände zu finden.
Zu den weiteren Besonderheiten gehört der Untere jahreszeitliche See, der als einziger der Seen innerhalb des Flusssystems einen schwankenden Pegel aufweist.

## Flora und Fauna
Die Flussläufe sind von naturbelassenen dichten Bergwäldern gesäumt, die sich mit Steppengelände, Bergwiesen, Bambuswäldern oder Schilfauen abwechseln.
Rund 500 Samenpflanzen sind im Gebiet nachweisbar. In Jiuzhaigou lassen sich 92 Pflanzenarten finden, die entweder endemisch, selten oder medizinisch nutzbar sind. Zwischen 2000 und 4000 Metern Höhe wachsen 15 Rhododendronarten, zwei Bambusarten wie der Fargesia denudata und der Fargesia chinensis sind im Tal zu finden. Von der Gesamtfläche sind etwa 30.000 Hektar Urwald, touristisch erschlossen ist der sogenannte Naturbelassene Wald.

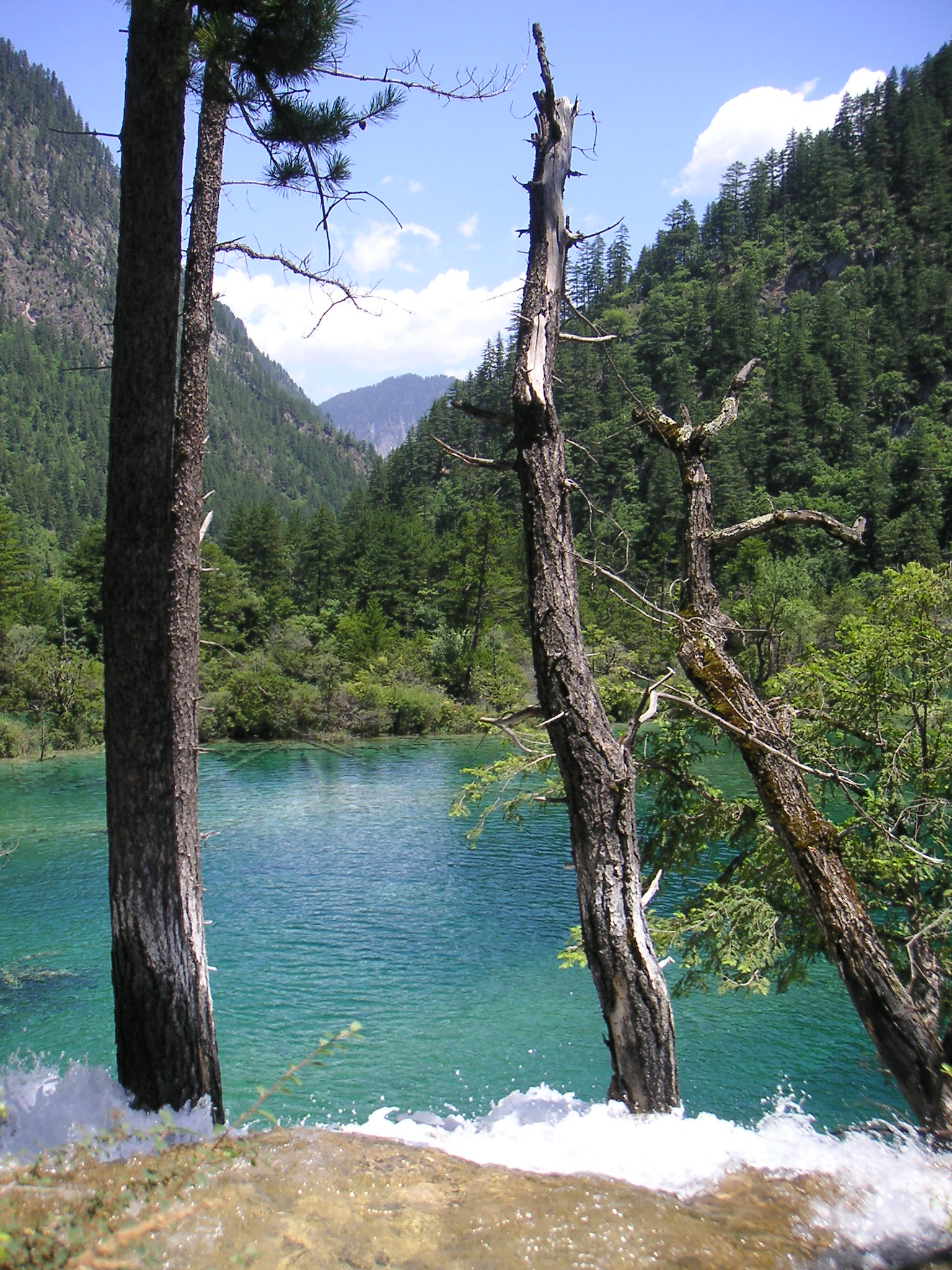
Sprudelnder See

Zehn Säugetierarten sind im Park zu finden, dazu gehören:
- Der Riesenpanda, Ailuropoda melanoleuca, auf ihn weist der Pandasee mit dem angrenzenden Bambuswald hin. Etwa 17 Exemplare sollen sich im Park aufhalten, aufgrund der von anderen Pandagebieten abgeschotteten Lage gilt der Bestand jedoch als extrem gefährdet.
- Der Kleine Panda, Ailurus fulgens
- Die Affenart Goldstumpfnase, Rhinopithecus roxellana
- Der Serau, Capricornis sumatraensis
- Der Goral, Nemorhaedus goral
- Der Weißlippenhirsch Przewalskium albirostris
- Das Wasserreh, Hydropotes inermis

Etwa 160 Vogelarten sind in Jiuzhaigou nachweisbar, dazu zählen:
- Der Grünschwanz-Glanzfasan, Lophophorus lhuysii
- Der Kansuhäherling, Garrulax sukatschewi
- Die Eulenunterart Aegolius funereus beickianus

## Tourismus
Der Park ist touristisch mit einem Straßensystem, auf dem täglich zahlreiche Busse die Sehenswürdigkeiten anpendeln, sowie einem System von Holzbohlenwanderwegen erschlossen. Im Park befindet sich ein großes Touristenzentrum mit zahlreichen Souvenirständen.

## Die neun Dörfer

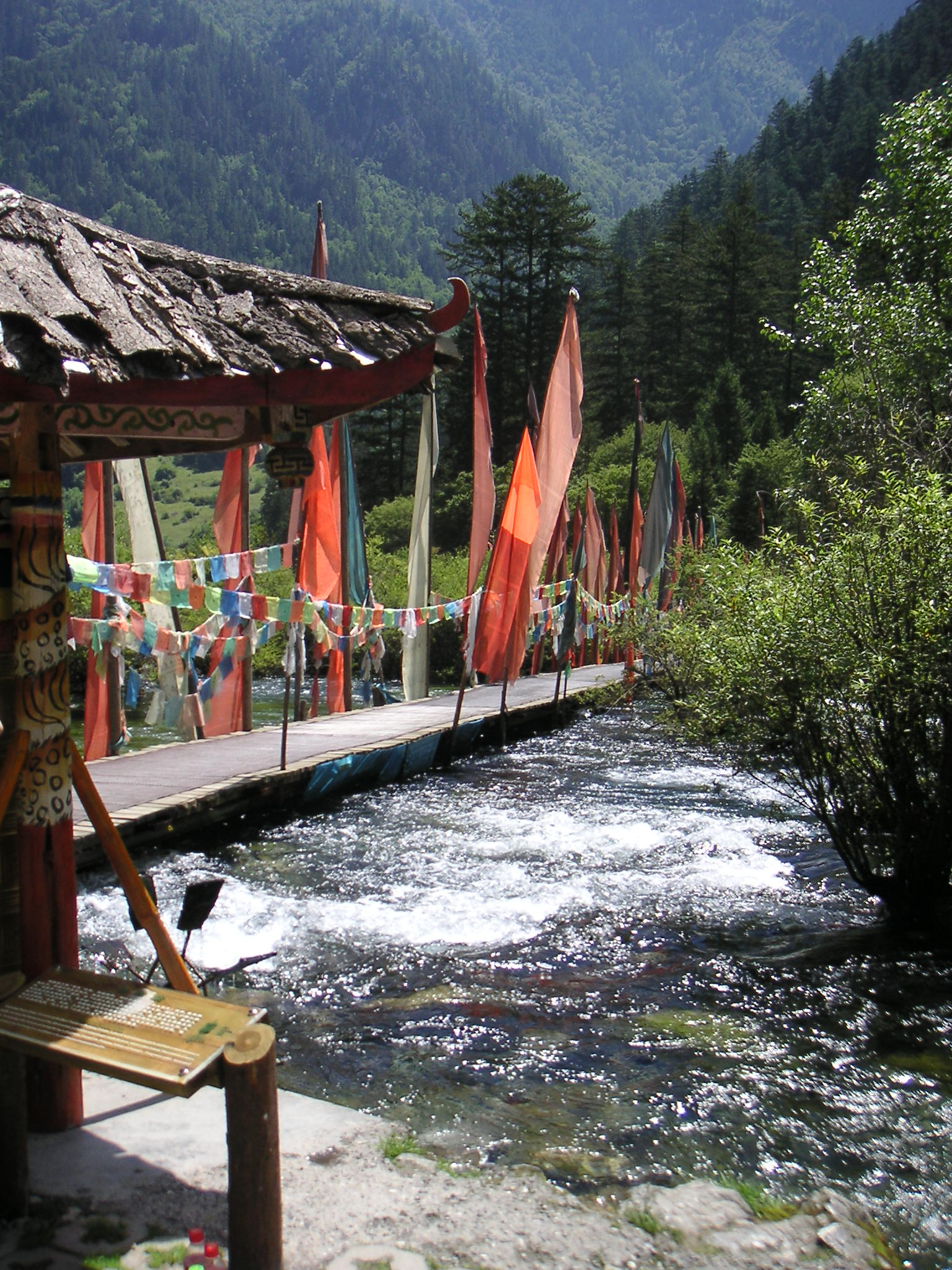
Brücke in der Nähe von Heye

Die neun Dörfer des Naturschutzgebietes werden von den Mitgliedern der Qiang-Minderheit bewohnt. Während die Ortschaften Zezhawa, Shuzheng und Heye für Touristen zugänglich sind, können die Dörfer Yana, Panya, Jianpan, Guodu, Zharu und Heijiao nicht besichtigt werden. Die zugänglichen Dörfer sind mit zahlreichen Souvenirläden, Restaurants mit einheimischer Küche sowie landestypischen Übernachtungsmöglichkeiten erschlossen. Neben dem Tourismus stellt die Vieh- und Milchwirtschaft die größte Erwerbsquelle für die etwa 1000 Einwohner des Tals dar. Der circa 1200 Jahre alte buddhistische Zharu-Tempel mit anliegendem Kloster befindet sich nahe dem Parkausgang.

## Sonstiges
- In dem Film Hero von Yimou Zhang diente der Pfeilbambussee (箭竹海 JiànXíong Hǎi) als eine der einzigartigen Kulissen.
- Ein chinesisches Sprichwort besagt:  „Wenn man in Zhangjiajie war, will man keine anderen Berge mehr sehen, war man in Jiuzhaigou, will man nie wieder anderes Wasser sehen.“ (张家界的山，九寨沟的水)
- Es ranken sich zahlreiche Sagen um die Seen und deren „Bewohner“. So erzählen die Einheimischen, dass ein Drache auf dem Grund des gleichnamigen Sees wohnt, der mit seiner spiegelglatten Oberfläche und dem tiefblauen Zentrum die Phantasie des Betrachters anregt. Darüber hinaus sollen im Drachensee (Longsee, chinesisch Lóng = Drache), dem Pfeilbambussee sowie unter dem Nourilang Wasserfall Ungeheuer wohnen. Diese Geschichten werden jedoch nur Touristen erzählt und gehören nicht zum Kulturerbe der Bewohner.
- Wer Jiuzhaigou im Herbst besucht, wird auf ein grandioses Panorama treffen: Schneebedeckte Gipfel, grüne Nadelbäume, Herbstlaub in Rot- und Gelbtönen sowie die blau-grünen Seen erschaffen hier eine unvergleichliche Szenerie.

## Bilder

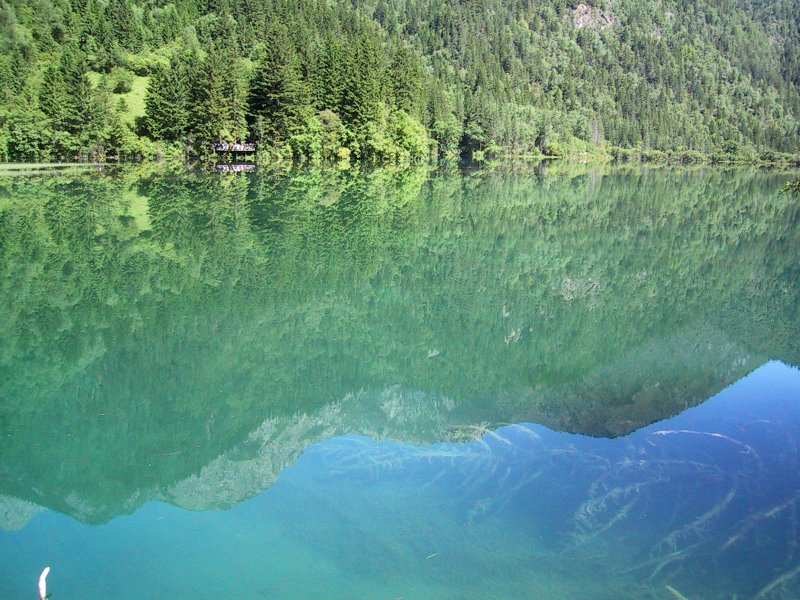
Spiegelsee
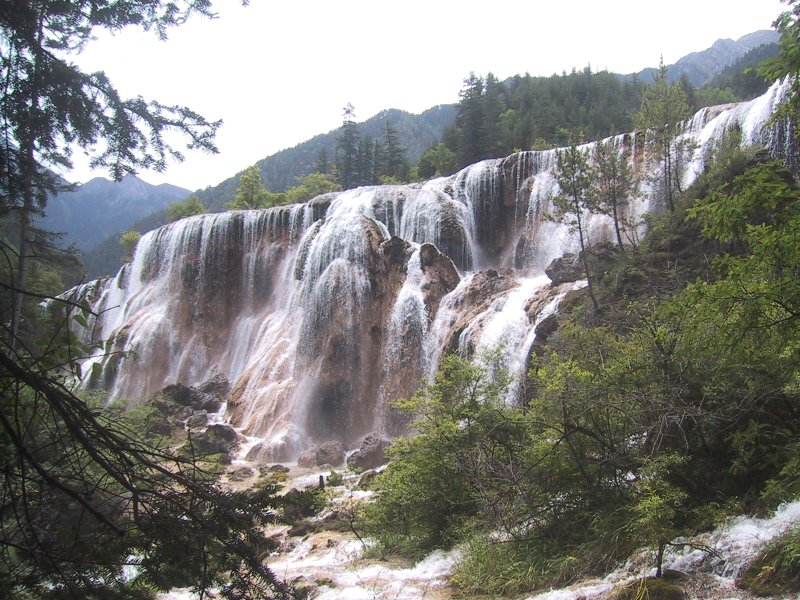
Perlenschar-Fälle
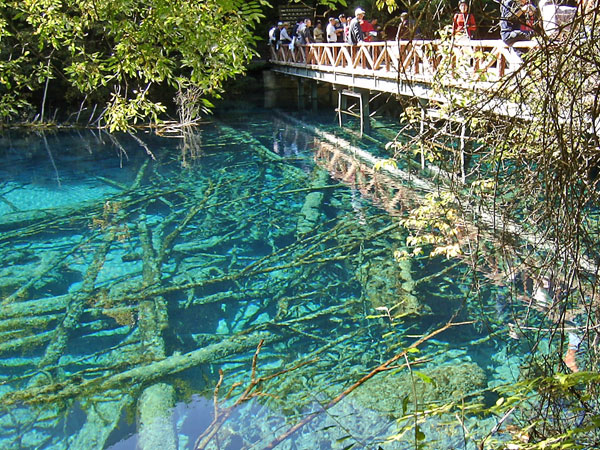
Fünf-Blumen-See (五花海, Wǔhuā Hǎi)
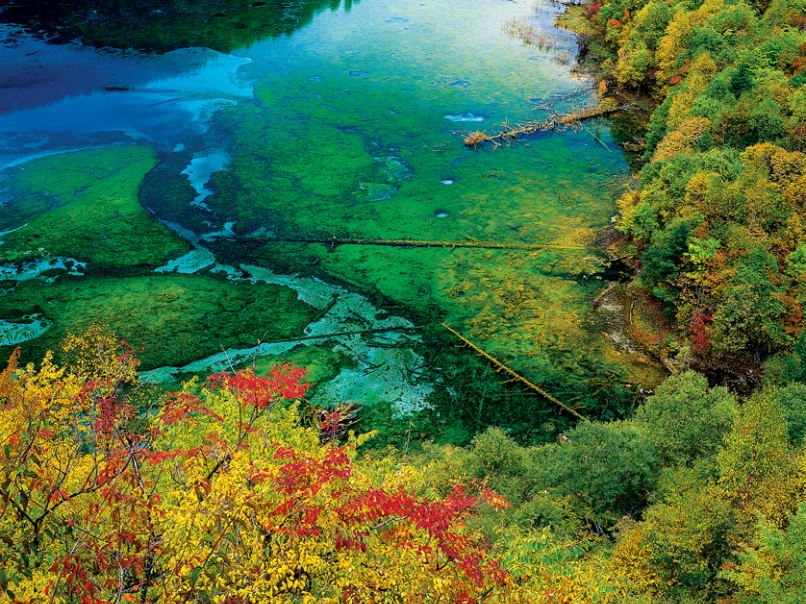
Fünf-Blumen-See